# Булгаков Олександр Олександрович
Олександр Олександрович Булгаков (6 (19) березня 1907, місто Харків — 31 травня 1996, місто Москва) — український радянський і компартійний діяч, депутат Верховної Ради УРСР 4—5-го скликань. Кандидат у члени ЦК КПУ в 1954—1960 р. Депутат Верховної Ради СРСР 6—10-го скликань. Кандидат у члени ЦК КПРС у 1961—1971 р. Член ЦК КПРС у 1971—1986 р.

## Життєпис
Народився в родині робітника. З 1919 року працював кур'єром у Харківському міському комітеті КП(б)У, а у 1920 році — в Харківському губернському відділі друку. У 1920—1927 роках — в апараті Південного машинобудівного тресту (місто Харків): друкар-склографіст, учень статистика, обліковець-статистик. У 1927—1929 роках — відповідальний секретар місцевкому профспілки Південного машинобудівного тресту.
У 1929—1931 роках служив у Червоній армії: червоноармієць 30-го артилерійського полку.
У 1931—1932 роках — відповідальний виконавець по паливу, заступник уповноваженого Харківського вагонобудівного об'єднання. У 1932—1937 роках — керівник групи палива і обладнання Харківського тресту «Союзкаолін». Одночасно навчався на вечірньому робітничому факультеті Харківського машинобудівного інституту.
Член ВКП(б) з 1937 року.
У 1939 році закінчив вечірнє відділення Харківського електротехнічного інституту, здобув спеціальність інженера-електрика.
У 1939—1941 роках — інженер-проектувальник Харківського електромеханічного заводу імені Сталіна.
У 1941—1948 роках — у Червоній армії: у 1941—1942 роках — слюсар-електрик, майстер, інженер відділу головного механіка автобронетанкової ремонтної бази № 12 Північно-Кавказького військового округу, у 1942—1944 роках — партійний організатор бронетанкового ремонтного заводу № 12 Закавказького фронту, у 1944—1948 роках — партійний організатор бронетанкового ремонтного заводу № 12 Приволзького військового округу.
У 1948 році — старший інженер-конструктор Харківського електромеханічного заводу імені Сталіна. У 1948—1949 роках — секретар партійного комітету Харківського моторобудівного заводу «Серп і молот». У 1949—1950 роках — партійний організатор ЦК ВКП(б) Харківського турбогенераторного заводу імені Кірова.
У серпні 1950 — березні 1953 року — 2-й секретар Харківського міського комітету КП(б)У.
У березні — 30 листопада 1953 року — голова виконавчого комітету Харківської міської ради депутатів трудящих.
У листопаді 1953 (офіційно січні 1954) — 8 квітня 1959 року — 2-й секретар Харківського обласного комітету КПУ.
У квітні 1959 — 27 листопада 1964 року — секретар Всесоюзної центральної ради професійних спілок (ВЦРПС).
У липні 1964 — жовтні 1965 року — голова Державного комітету по професійно-технічній освіті при Держплані СРСР. У жовтні 1965 — липні 1978 року — голова Державного комітету Ради Міністрів СРСР по професійно-технічній освіті. У липні 1978 — липні 1983 року — голова Державного комітету СРСР по професійно-технічній освіті.
З 1983 року — на пенсії в Москві.

## Нагороди
- три ордени Леніна
- орден Жовтневої Революції
- орден Трудового Червоного Прапора
- орден Вітчизняної війни ІІ ст.
- медаль «За бойові заслуги»
- медалі